# Federazione cestistica del Tagikistan
La Federazione cestistica del Tagikistan è l'ente che controlla e organizza la pallacanestro in Tagikistan.
La federazione controlla inoltre la nazionale di pallacanestro del Tagikistan e ha sede a Dušanbe.
È affiliata alla FIBA dal 1994 e organizza il campionato di pallacanestro del Tagikistan.